# Paul Nguyễn Văn Hòa
Paul Nguyễn Văn Hòa (An Lão, 20 luglio 1931 – Nha Trang, 14 febbraio 2017) è stato un vescovo cattolico vietnamita.

## Biografia
Paul Nguyễn Văn Hòa nacque il 20 luglio 1931 nel comune di An Lão, provincia di Ha Nam. 
Entrò in seminario a dieci anni e nel 1956 si recò a Roma per studiare presso il seminario di Propaganda Fide. Fu ordinato presbitero il 20 dicembre 1959 per mano del cardinale Krikor Bedros XV Aghagianian. Tra il 1960 e il 1963 frequentò la Pontificia Università Urbaniana e il Pontificio Istituto di Musica Sacra, conseguendo la laurea in teologia e musica sacra.
Tornato in Vietnam fu dapprima parroco per la diocesi di Ðà Lat e in seguito trasferito alla diocesi di Ban Mê Thuột, dove ricoprì il ruolo di segretario episcopale.
Il 30 gennaio 1975 papa Paolo VI, con la bolla Arcano Dei eresse la nuova diocesi di Phan Thiết, e lo nominò primo vescovo. Ricevette l'ordinazione episcopale il 5 aprile 1975 dal vescovo di Ban Mê Thuột Pierre Nguyễn Huy Mai. Tuttavia appena venti giorni dopo, il 25 aprile, fu nominato vescovo di Nha Trang. Nonostante le iniziali difficoltà riscontrate sul territorio della diocesi in conseguenza della guerra e della delicata situazione politica del Vietnam, fu molto attivo nella riorganizzazione dei seminari precedentemente chiusi e nel completamento di una serie di libri di catechismo e di inni sacri, molto diffusi e utilizzati ancora oggi.
Morì il 14 febbraio 2017 all'età di 85 anni.

## Genealogia episcopale e successione apostolica
La genealogia episcopale è:
- Cardinale Scipione Rebiba
- Cardinale Giulio Antonio Santori
- Cardinale Girolamo Bernerio, O.P.
- Arcivescovo Galeazzo Sanvitale
- Cardinale Ludovico Ludovisi
- Cardinale Luigi Caetani
- Cardinale Ulderico Carpegna
- Cardinale Paluzzo Paluzzi Altieri degli Albertoni
- Papa Benedetto XIII
- Papa Benedetto XIV
- Papa Clemente XIII
- Cardinale Marcantonio Colonna
- Cardinale Giacinto Sigismondo Gerdil, B.
- Cardinale Giulio Maria della Somaglia
- Cardinale Carlo Odescalchi, S.I.
- Cardinale Costantino Patrizi Naro
- Cardinale Lucido Maria Parocchi
- Papa Pio X
- Papa Benedetto XV
- Papa Pio XII
- Cardinale Eugène Tisserant
- Papa Paolo VI
- Arcivescovo Angelo Palmas
- Vescovo Pierre Nguyễn Huy Mai
- Vescovo Paul Nguyễn Văn Hòa

La successione apostolica è:
- Vescovo Pierre Nguyễn Văn Nho (1997)
- Vescovo Antoine Vũ Huy Chương (2003)
- Arcivescovo Joseph Nguyễn Chí Linh (2004)
- Vescovo Joseph Võ Đức Minh (2005)